# Zdenko Kobešćak
Zdenko Kobešćak est un footballeur international yougoslave, né le 3 décembre 1943 à Zagreb, en Croatie (à l'époque Yougoslavie).
Il évolue au poste de milieu de terrain ou d'ailier et effectue une carrière de joueur professionnel dans les clubs du Dinamo Zagreb, du NK Zagreb, du NK Maribor, du Stade rennais UC et de l'EDS Montluçon entre 1962 et 1973. Il se reconvertit dans le poste d'entraineur au Dinamo Zagreb. 
Au cours de sa carrière, il évolue neuf saisons en première division yougoslave, une en première division française et une saison en deuxième division française. Il compte aussi deux sélections en équipe nationale.

## Biographie
La carrière de Zdenko Kobešćak est intimement lié au club du Dinamo Zagreb. Il intègre le centre de formation à l'âge de quatorze ans puis commence sa carrière professionnelle lors de la saison 1962-1963. Dans ce club, il étoffe son palmarès de deux Coupes de Yougoslavie et y connaît ses deux uniques sélections. À la fin de sa carrière de joueur, il retourne à Zagreb afin de devenir entraineur des jeunes du club. Durant cette période, il effectue aussi un rôle de suppléant de dernière minute par deux fois ; en 1985, il remplace au pied levé Tomislav Ivić, puis en 1991-1992, lors du départ de Vlatko Marković.
Hormis le Dinamo, Kobešćak joue pour quatre autres clubs. Il part du Dinamo pour effectuer une saison au NK Zagreb, puis trois saisons au NK Maribor. Lors du mercato 1971-1972, le Stade rennais connait le départ de Velimir Naumović et décide d'engager le joueur pour le remplacer. Il gagne le Challenge des champions, durant lequel il inscrit le second but rennais à la cinquante-troisième minute, et effectue un début de saison convenable. Il perd au fur et à mesure sa place de titulaire, au profit de Raymond Keruzoré et Pierre Garcia. Cette perte de temps de jeu est la raison pour laquelle il quitte Rennes et joue une dernière saison à l'EDS Montluçon, en deuxième division. 

## Palmarès
- Coupe de Yougoslavie (2) :
  - 1963 et 1965 avec le Dinamo Zagreb.
- Challenge des champions (1) :
  - 1971 avec le Stade rennais

## Statistiques personnelles en championnat et par saison
| Année     | Equipe           | Championnat | Matchs | Buts |
| --------- | ---------------- | ----------- | ------ | ---- |
| 1962-1963 | Dinamo Zagreb    | Division 1  | 21     | 5    |
| 1963-1964 | Dinamo Zagreb    | Division 1  | 25     | 6    |
| 1964-1965 | Dinamo Zagreb    | Division 1  | 19     | 3    |
| 1965-1966 | Dinamo Zagreb    | Division 1  | 12     | 1    |
| 1966-1967 | Dinamo Zagreb    | Division 1  | 9      | 1    |
| 1967-1968 | NK Zagreb        | Division 1  | 3      | 0    |
| 1968-1969 | NK Maribor       | Division 1  | 11     | 0    |
| 1969-1970 | NK Maribor       | Division 1  | 33     | 4    |
| 1970-1971 | NK Maribor       | Division 1  | 30     | 3    |
| 1971-1972 | Stade rennais UC | Division 1  | 20     | 2    |
| 1972-1973 | EDS Montluçon    | Division 2  | 7      | 1    |